# معين الدين محمد علي شاه
نَصِيْرُ ٱلدَّوْلَةِ مُعِيْنُ ٱلدِّيْنُ مُحَمَّد عَلِيّ شَاْه (بالهندية: मुहम्मद अली शाह، بالأردية: محمد على شاه)، (1774 – 7 مايو 1842) هو ثالث ملوك مملكة أوده في الهند، تقلد حكم الدولة بتاريخ 7 يوليو 1837 وحتى مماته بتاريخ 7 مايو 1842 للميلاد.

## الحياة
ولد محمد علي شاه في 1774 ميلادية، هو الإبن الثالث للنواب سعادت علي خان الثاني، وشقيق الملك غازي الدين حيدر شاه وعم الملك ناصر الدين حيدر شاه. تولى عرش مملكة أوده بمساعدة بريطانية بعد وفاة ابن أخيه ناصر الدين حيدر شاه، على عكس محاولات والدة الملك السابق (بادشاه بيجوم) لترشيح خليفة آخر، مونا جان (ابن ناصر الدين حيدر قد تنصل). بعد ذلك تم سجن بادشاه بيجوم ومونا جان من قبل البريطانيين في حصن تشونار.
قام الملك محمد علي شاه ببناء مرقد الحر في كربلاء.

## وفاته
توفي في 7 مايو 1842 ميلادية. في قصر فرحات بخش في لكهنؤ ودفن في شوتا إمبامبارا.